# クイズ!家族ドレミファ大賞
『クイズ！家族ドレミファ大賞』（クイズ かぞくドレミファたいしょう）は、1976年4月4日から同年9月26日までフジテレビで放送されていた、音楽番組の要素を持ったクイズ番組である。全26回。放送時間は毎週日曜 12時00分 - 13時00分（日本標準時）。
毎回一般の親子3人によるチーム×5組が、音楽を題材にしたクイズに挑戦していた視聴者参加型番組。クイズのほか、毎回ゲスト歌手2・3組が歌を披露するコーナーもあった。
「親子で参加」とはなっていたものの、7月11日放送分からは様々な企画物を放送、これが後身の『クイズ・ドレミファドン!』に受け継がれていく。

## 出演者
司会
- 柏村武昭
- 水沢アキ

アシスタント
- 加藤真理
- 友川真喜子

演奏
- スマイリー小原とスカイライナーズ

その他
- すぎやまこういち
- 光子館（マスコットのパペットの操演）

## オープニング口上
毎回オープニングでは、司会者2人がテーマソングをバックに、チャンピオン大会の優勝賞品の協賛をした三菱自動車製の車に乗って都内のとある場所をドライブするシーンを映してから、2人による次の口上で始まる。
- 柏村「やってきましたー！」
- 水沢「のってきましたー！」
- 柏村「音楽いっぱい、夢いっぱい！」
- 水沢「楽しいクイズでこんにちは！」
- 柏村「家族みんなでクイズを当てて」
- 水沢「ニッコリもらおう大賞品！」
- 柏村「さあ、今日のゲストを紹介しましょう！」

（この間、ゲストを紹介）
- 柏村「そして司会は、僕、柏村武昭と」
- 水沢「水沢アキで」
- 柏村&水沢「がんばります！」
- 柏村「これから始まる話題のクイズ番組は、そうです！ビッグなこの番組、クイズ！」
- 柏村&水沢「家族」
- 柏村・水沢・ゲスト・観客「ドレミファ大賞!!」

## 進行
番組のコーナー構成、それぞれのコーナーで出題されるクイズ、クイズの点数はは以下のようになっていた。
| コーナー       | クイズ                    | 問題数 | 点数  | 合計点 |
| -------------- | ------------------------- | ------ | ----- | ------ |
| 第1コーナー    | 5曲連続クイズ             | 2問    | 各5点 | 10点   |
| 第1コーナー    | パクパククイズ            | 3問    | 各5点 | 15点   |
| 第2コーナー    | ゲストクイズ              | 2問    | 各5点 | 10点   |
| 第2コーナー    | 逆さ歌クイズ              | 2問    | 各5点 | 10点   |
| 第3コーナー    | 親子クイズ チビッコクイズ | 2問    | 各5点 | 10点   |
| 第3コーナー    | 親子クイズ ユレユレクイズ | 1点    | 5点   | 5点    |
| 追込みコーナー | イントロクイズ            | 8問    | 各3点 | 24点   |

クイズは「親子クイズ」を除き早押しで、正解チームは決められた点が加算、逆に不正解または誤答の場合は減点となり、解答者はバッテンマスクを着けて後部席に移動し、コーナーが終わるまで解答権を失う。
第1コーナーから第3コーナーまでは、それぞれのコーナーの終了時点において最高得点を獲得しているチームが「コーナーチャンピオン」に認定された。コーナーチャンピオンになったチームは小型カップを獲得、更にチームの代表者がサイコロを振り、その結果でもらえる賞品を決めることができた。なお最高得点者チームが複数あった時は、曲名当てクイズで正解したチームがチャンピオンとなる（総合得点は「イントロクイズ」開始前に発表される）。
そして追込みコーナーの「イントロクイズ」終了時点で最も高い得点を獲得しているチームが「家族ドレミファ大賞」に認定され、『見よ、勇者は帰る』のBGMと共に、特製トロフィーとステレオが贈られた。また、全チームに参加賞として、週替わりの玩具と電気オーブンレンジが贈られた。さらに、優勝チームを予想した観客（あらかじめ予想した番号のカードを持っている）にも応援賞品としてディズニー人形が贈られた。
番組は以上の方式での放送を繰り返し、家族ドレミファ大賞認定チームが5組に達したら、その5組による「グランドチャンピオン大会」を通常放送時と同じルールで開催した。この大会でも優勝したチームには乗用車「三菱・ギャランΣ1600カスタム」が贈られた。
この他、番組ラストではすぎやまこういちと水沢アキによる「すぎやまこういちプレゼントクイズ」があり、これは音楽に関する事をすぎやまと水沢が話し合った後、流れた曲を誰が歌っているのかの視聴者に当ててもらうクイズで、正解者には抽選で、放送回で参加者が獲得しなかった商品が贈られた。また、番組ラストで出場者席は一切映らず司会の柏村も登場しなかった。これは番組構成と性格上、収録や編集や番組進行に時間制約があったためであった。

## コーナー
各コーナーが始まる時は、番組キャラクター（八分音符を上下に二つ重ね、上には女、下には男の顔が書かれている）のパペットが踊りながら、「♪わかるかな、わかるかな、わかるかな、わかるかな、○○○○わかるかな～」の曲と共に始まる（「5曲連続クイズ」と「イントロクイズ」は除く）。これは『ドレミファドン』にも初期まで使用される。

### 5曲連続クイズ
- 歌が5曲流れ、解答者はその5曲を全部答える。1曲でも間違えたら不正解。

### パクパククイズ
- 歌手が歌を歌っているVTRが流れるが、音声がカットされている。解答者は「口の開き方」や「振り」などで推理して曲名を当てる。

### ゲストクイズ
- 毎回登場するゲストが自ら出題するクイズ。『ドレミファドン!』の様なコント・奇術などは行わなかった。

### 逆さ歌クイズ
- ゲストの1人がある曲を逆さに歌う。歌が終わって15秒以内（残り10秒を切るとシンキングBGMが鳴る）に正解すれば5点獲得、正解者がいない時は逆さ歌を逆回転で再生するが、この時は点数が3点になる。

### 親子クイズ
- これのみ『ドレミファドン』に継承されなかったクイズ。
- 前半は「チビッコクイズ」で、子供が長靴を履き、目の前の品物の山の中から、流れた曲に関係ある品物を早く持っていく。正解すれば品物も獲得出来る。
- 後半は「ユレユレクイズ」で、親が番組キャラクターを描いたボール入り袋を首にぶら下げ、流れた曲に関係ある文字が書かれているボールを、体をゆすりながら3個取り出す。取り出したボールが全て合えば正解。

### イントロクイズ
- ラストコーナーで、イントロを聞いて曲名を当てる。『ドレミファドン』と異なるのは、「問題が8問と決まっている」（従ってタイムアップのブザー音が出ない）・「得点は3点」・「正解したらその曲のレコードジャケットが映し出される」・「ゲストの曲はラスト問題だけ」となっている。

## 改題リニューアル
番組は9月26日放送分をもってこのタイトルでの放送を終了し、その翌週に『クイズ・ドレミファドン!』と題してリニューアルした。このリニューアルで出場チームはペアに変更され、司会者も柏村と水沢から高島忠夫と明石直子に変更された。
なお、『クイズ・ドレミファドン！』の最終回で行われた「総集編特集」に、本番組の司会者である柏村と水沢は出席しなかった。また、番組がこのタイトルを冠していた当時の映像は1シーンも映らなかった。

## 主題歌
「クイズ！家族ドレミファ大賞のテーマ」
作詞：福地美穂子 / 作曲：すぎやまこういち / 歌：アップルズ（EVE）
この曲は、『クイズ・ドレミファドン！』へのリニューアル後にも、歌詞を変えながら引き続き主題歌として使われており、2004年に渡辺音楽出版から発売されたコンピレーションアルバム『ゴールデン・タイム！〜TVバラエティ・ヒットパレード〜』（品番：SPW-20038）には「ドレミファドン！のテーマ」「76〜88年 CX「クイズドレミファドン！」のテーマ」として収録されている。このアルバムには『ドレミファドン』時代のアップルズによるバージョンのほか、『クイズ・ドレミファドン！』で高島のパートナーを務めた石川ひとみによるバージョンも収録されている。

## 放送リスト
| 回 | 放送日 （1976年） | サブタイトル               | 主なゲスト                               | 備考                    |
| -- | ----------------- | -------------------------- | ---------------------------------------- | ----------------------- |
| 1  | 4月4日            | （なし）                   | アグネス・チャン、ずうとるび             |                         |
| 2  | 4月11日           | （なし）                   | フィンガー5、麻丘めぐみ                  |                         |
| 3  | 4月18日           | （なし）                   | 沢田研二、天地真理                       |                         |
| 4  | 4月25日           | （なし）                   | 沢田研二、天地真理                       |                         |
| 5  | 5月2日            | （なし）                   | 由紀さおり、あいざき進也、藍美代子       |                         |
| 6  | 5月9日            | 乗用車は誰の手に？         | 小柳ルミ子、バンバン、藍美代子           | 初のチャンピオン大会    |
| 7  | 5月16日           | スター家族大会             | 松鶴家千とせ一家、布施明、アン・ルイス   | 初の芸能人対抗戦        |
| 8  | 5月23日           | （なし）                   | 太田裕美、ペドロ&カプリシャス            |                         |
| 9  | 5月30日           | （なし）                   | いしだあゆみ、フォーリーブス、野中小百合 |                         |
| 10 | 6月6日            | （なし）                   | 木の実ナナ、森進一                       |                         |
| 11 | 6月13日           | （なし）                   | 細川たかし、キャンディーズ、青木美冴     |                         |
| 12 | 6月20日           | （なし）                   | 郷ひろみ、夏木マリ                       |                         |
| 13 | 6月27日           | （なし）                   | 西城秀樹、伊藤咲子                       | 2回目のチャンピオン大会 |
| 14 | 7月4日            | スター家族大会             | 西城秀樹、近江俊郎一家、マッハ文朱一家   | 最後の芸能人対抗戦      |
| 15 | 7月11日           | バスガイド大会             | 水前寺清子                               | ここから企画物          |
| 16 | 7月18日           | レコード店大会             | ずうとるび、岡田奈々、三木聖子           |                         |
| 17 | 7月25日           | チビッコ大会               | 斎藤こず恵、岡浩也、西川和孝、松田洋治   |                         |
| 18 | 8月1日            | 夏祭り大会                 | 天地真理、松鶴家千とせ                   |                         |
| 19 | 8月8日            | （UFOロボ グレンダイザー） | 内藤やす子                               |                         |
| 20 | 8月15日           | チャンピオン大会           | 太田裕美、あおい輝彦                     |                         |
| 21 | 8月22日           | ミス・ミスター大会         | 南沙織、あのねのね                       |                         |
| 22 | 8月29日           | 夏の人気者大会             | 研ナオコ、フォーリーブス、倉田光二       |                         |
| 23 | 9月5日            | （なし）                   | 桜田淳子、クリケッツ、異邦人             |                         |
| 24 | 9月12日           | （なし）                   | チェリッシュ、浅野ゆう子、城みちる       |                         |
| 25 | 9月19日           | （なし）                   | 布施明、森田つぐみ、岡崎友紀             |                         |
| 26 | 9月26日           | チャンピオン大会           | 布施明、新沼謙治、小柳ルミ子             | 最終回                  |

（参考：『読売新聞 縮刷版』読売新聞社、1976年4月4日 - 同年9月26日。、『朝日新聞 縮刷版』朝日新聞社、1976年4月4日 - 同年9月26日。、『サンケイ新聞』産経新聞社、1976年4月4日 - 同年9月26日。ラジオ・テレビ欄、『神奈川新聞』神奈川新聞社、1976年4月4日 - 同年9月26日。ラジオ・テレビ欄）

## 放送局
- フジテレビ：日曜 12:00 - 13:00
- 北海道文化放送：土曜 12:00 - 12:55[1]
- 山形テレビ：日曜 10:00 - 10:55[2][3]
- 新潟総合テレビ：日曜 8:20 - 9:15[2]
- テレビ静岡：日曜 12:00 - 13:00[2]
- 東海テレビ：日曜 14:00 - 15:00（2週遅れ）[4]
- 関西テレビ：日曜 12:00 - 13:00（同時ネット、6月27日で打ち切り）[5]
- テレビ新広島：日曜 12:00 - 13:00[6]

## スタッフ
- 構成：福地美穂子、松岡孝
- 音楽：すぎやまこういち
- 演出：王東順、上村達也
- プロデューサー：松下治生、増田道夫
- 人形：光子館
- 制作協力：東通、日活スタジオ、フジプロダクション
- 協力：三菱自動車
- 企画制作：渡辺プロダクション